# Rainer Fliegel
Rainer Fliegel (* 19. März 1953) ist ein ehemaliger deutscher Fußballspieler, der 1984/85 kurzzeitig für die BSG Stahl Brandenburg in der DDR-Oberliga spielte.

## Sportliche Laufbahn
Fliegel kam im Alter von 23 Jahren am ersten Spieltag der Saison 1976/77 der zweitklassigen DDR-Liga zu seinem Debüt in der ersten Mannschaft der BSG Chemie Leipzig. Von den 22 Punktspielen bestritt er 21 Begegnungen, in denen er, als Stürmer eingesetzt, sieben Tore erzielte. Als Staffelsieger beteiligte sich Chemie Leipzig an der Aufstiegsrunde zur Oberliga, verpasste aber den Aufstieg. An den acht Qualifikationsspielen war Fliegel sechsmal beteiligt und schoss zwei Tore. Auch in seiner zweiten DDR-Liga-Saison 1977/78 gehörte Fliegel zum Spielerstamm, kam diesmal aber nur zu 17 Punktspieleinsätzen, in denen er sechs Treffer erzielte. Chemie Leipzig nahm erneut an der Oberliga-Aufstiegsrunde teil und scheiterte wieder. Diesmal kam Fliegel in den acht Aufstiegsspielen sieben Mal zum Einsatz und steuerte drei Tore bei.
Zur Saison 1978/79 wechselte Fliegel zum Ligakonkurrenten BSG Stahl Brandenburg. Dort spielte er bis 1984 weiter zweitklassig, kam in Brandenburg aber vorwiegend im Mittelfeld zum Einsatz. 1982/83 bestritt er mit den Brandenburgern zum dritten Mal vergeblich eine Oberliga-Aufstiegsrunde (6 Spiele, 0 Tore). Die Spielzeit 1983/84 brachte den Durchbruch. Fliegel bestritt 21 von 22 Punktspielen und sieben der acht Aufstiegsspiele, die diesmal zum Oberliga-Aufstieg führten. Sein erstes Oberligaspiel absolvierte der zu diesem Zeitpunkt bereits 31-jährige Fliegel am zweiten Spieltag der Saison 1984/85, bei dem er im linken Mittelfeld eingesetzt wurde. Bis zum zehnten Spieltag wurde er regelmäßig als Mittelfeldspieler aufgeboten, fehlte nur einmal am siebten Spieltag. Sein einziges Oberligator schoss Fliegel in der achten Oberligarunde in der Begegnung BSG Stahl – Motor Suhl (3:0) zum zwischenzeitlichen 2:0. Am zehnten Spieltag erlitt er eine Verletzung, von der er sich nie wieder richtig erholte. Er kam erst wieder in der Rückrunde der Saison wieder zum Einsatz, bestritt aber nur noch fünf Oberligapunktspiele, davon nur noch eine Begegnung über die volle Zeit.
Für die Oberligasaison 1985/86 wurde Fliegel ohne Angabe von Gründen nicht mehr im Spieleraufgebot der BSG Stahl Brandenburg genannt. Er erschien danach auch nicht mehr an anderer Stelle im höherklassigen Fußball.